# Jurk!
Jurk! is een Nederlands muziek- en cabaretduo bestaande uit Jeroen van Koningsbrugge en Dennis van de Ven.
Op 8 januari 2010 verscheen de single Zou zo graag van het op 15 januari 2010 gepresenteerde debuutalbum Avondjurk. Na een oproep van het duo op de populaire netwerksite Twitter voerde Zou zo graag binnen twee dagen de hitlijst van de iTunes Store aan. De single kwam enkele dagen later op nummer 1 binnen in de Single Top 100. Mede dankzij de oproep op Twitter kwam Zou zo graag in één keer in de Nederlandse Top 40 en sloeg het nummer de Tipparade over.
Jurk! wordt wel vergeleken met Acda en De Munnik, aangezien beide een muziek- en cabaretduo zijn en de muziekstijl van de groepen sterke gelijkenissen vertoont.

## Geschiedenis
De naam Jurk! is tot stand gekomen doordat de grootmoeder van Van Koningsbrugge afasie kreeg, waardoor zij niet meer de juiste woorden kon uitspreken. Een van de woorden die ze vaak zei in verschillende situaties, was "jurk". Hierin komen de twee sferen 'treurig' en 'grappig' tot uitdrukking, die ook centraal staan in de liedjes en sketches.
In 2001 maakte het duo Jurk! de cabaretvoorstelling Bakermat. Van Koningsbrugge en Van de Ven deden beiden mee in de televisieprogramma's Kannibalen en Nieuw Dier. Van 2007 tot en met 2009 maakten zij samen het satirisch-absurdistische programma Draadstaal voor de VPRO. In 2010 gingen de twee bij de AVRO verder met het programma NeonLetters. In 2015 keerde Draadstaal bij AVROTROS terug op televisie. De voorstelling waarmee Jurk! in 2010 en 2011 langs de Nederlandse theaters toerde, droeg net als het debuutalbum de titel Avondjurk, maar bevatte naast de nummers van het album ook dialogen en poëzie. In het najaar van 2011 kwam de single Kabalis uit. Van 14 tot en met 24 december 2011 trad het duo op in vijf zalen met de tournee Kerstjurk, bestaande uit kerstliederen en nieuw materiaal. Het tweede album Glitterjurk kwam uit op 8 februari 2013. Naar aanleiding hiervan werd begin 2013 een theatertournee gestart, gelijknamig Glitterjurk. Deze theatertournee werd op 6 mei 2013 afgesloten in Carré.
Op 13 december 2013 werd bekendgemaakt dat Van Koningsbrugge en Van de Ven voor Radio 538 zouden gaan werken. Vanaf 12 januari 2014 presenteerden zij Jurk!FM, dat op zondag van 22.00 tot 00.00 uur werd uitgezonden. In dit programma gingen zij, naast platen draaien, live improvisatie en sketches doen op de radio. Op 3 april 2014 werd bekendgemaakt dat Van Koningsbrugge en Van de Ven per direct stopten met hun programma.
Sinds 17 maart 2014 spelen Van Koningsbrugge en Van de Ven de hoofdrollen in de serie Smeris van BNN/BNNVARA.
In 2015 is Jurk! een van de deelnemende teams in het nieuwe SBS6-programma Lekker Nederlands, waarbij ze Engelstalige platen vertalen in het Nederlands. Jurk! maakte in een promotiefilmpje bekend na dit avontuur van start te gaan met de voorbereiding van een derde album, getiteld zOnderjurk.
Van de Ven en Van Koningsbrugge speelden beide agenten in de scène in The Passion van 2018 waarin Jezus wordt uitgeleverd. In deze scène vertolkten Tommie Christiaan als Jezus Christus en Jeangu Macrooy als Judas Iskariot het lied Huil nou van Jurk!

## Theaterprogramma's
- Bakermat (2001)
- Avondjurk (2010)
- Kerstjurk (2011)
- Glitterjurk (2013)

## Discografie

### Albums
| Album                          | Verschijnen     | Label       | Hitlijsten | Hitlijsten | Opmerkingen |
| Album                          | Verschijnen     | Label       | NL         | NL         | Opmerkingen |
| Album                          | Verschijnen     | Label       | Piek       | Weken      | Opmerkingen |
| ------------------------------ | --------------- | ----------- | ---------- | ---------- | ----------- |
| Avondjurk                      | 18 januari 2010 | Tribe Music | 1 (1 wk)   | 55         | Studioalbum |
| Glitterjurk                    | 8 februari 2013 | Tribe Music | 2          | 12         | Studioalbum |
| Glitterjurk + Glitterjurk live | 11 april 2014   | Tribe Music | 82         | 3          | Livealbum   |

### Nummers met notering(en) in een hitlijst
| Lied               | Verschijnen      | Album       | Hitlijsten  | Hitlijsten  | Hitlijsten   | Hitlijsten   |
| Lied               | Verschijnen      | Album       | NL (Top 40) | NL (Top 40) | NL (Top 100) | NL (Top 100) |
| Lied               | Verschijnen      | Album       | Piek        | Weken       | Piek         | Weken        |
| ------------------ | ---------------- | ----------- | ----------- | ----------- | ------------ | ------------ |
| Zou zo graag       | 8 januari 2010   | Avondjurk   | 18          | 5           | 1 (1 wk)     | 10           |
| Niemand            | 19 april 2010    | Avondjurk   | 29          | 7           | 20           | 5            |
| Tram 7             | 29 oktober 2010  | Avondjurk   | —           | —           | 90           | 2            |
| Kabalis            | 18 november 2011 | —           | tip1        | —           | 17           | 7            |
| Als ik bij jou ben | 11 januari 2013  | Glitterjurk | tip4        | —           | 20           | 3            |

### Dvd's
| Dvd's met hitnoteringen in de Nederlandse Music Top 30 | Datum van verschijnen | Datum van binnenkomst | Hoogste positie | Aantal weken | Opmerkingen |
| ------------------------------------------------------ | --------------------- | --------------------- | --------------- | ------------ | ----------- |
| Avondjurk – De complete theatershow 2010               | 2010                  | 13-11-2010            | 7               | 18           |             |